# Marlon James (piłkarz)
Marlon Alex James (ur. 16 listopada 1976 w Kingstown) – piłkarz z Saint Vincent i Grenadyn występujący na pozycji napastnika.
Wraz z zespołem Kedah FA dwukrotnie zdobył dublet, czyli mistrzostwo oraz Puchar Malezji (2007, 2008). Ponadto dwa razy został królem strzelców Malaysia Super League (2008, 2013).
W latach 1996–2008 występował w reprezentacji Saint Vincent i Grenadyn. W 1996 został powołany do kadry na Złoty Puchar CONCACAF i zagrał na nim w meczach z Meksykiem (0:5) i Gwatemalą (0:3), Saint Vincent i Grenadyny zaś zakończyły turniej na fazie grupowej.